# Inför Eurovision Song Contest
Inför Eurovision Song Contest var ett program i Sveriges Television som sändes som en slags uppladdning inför musiktävlingen Eurovision Song Contest i omgångar mellan åren 1983–1993, 1995–2016 samt 2020. Programmet gick ut på att visa delar av de bidrag som skulle tävla i den aktuella upplagan av Eurovision, oftast i musikvideoform. Programmet har under vissa år haft en inbjuden panel som i någon form fick tycka till och ibland även poängsätta bidragen. Åren 2004–2007 gjordes programmen i samarbete med public service-bolagen i Danmark, Finland, Island och Norge.

## Programupplägg
Idén bakom programmet var att visa upp tävlingsbidragen i den aktuella upplagan av Eurovision Song Contest. Bidragen visades upp i antingen musikvideoformat eller med klipp från respektive nationell uttagning. Fram till 2001 visades bara bidragen upp efter varandra, därefter hade programmet i många säsonger inbjudna gäster som fick kommentera och ibland även betygsätta bidragen.
Från början producerade Sveriges Television serien själva, med undantag för en upplaga som gjorde ihop med det norska public service-bolaget NRK i Norge. Åren 2004–2007 fortsatte samarbetet även med de nordiska TV-bolagen DR (Danmark), Yle (Finland) och RÚV (Island) där var och en av de fem länderna skickade en person som fick kommentera och betygsätta Eurovisionlåtarna för sitt land. Sändningarna spelades in i en SVT-studio i Sverige med antingen Ola Lindholm, Annika Jankell eller Christer Björkman som programledare. 
Efter fyra gemensamma produktioner valde NRK, DR och RÚV att börja producera egna inför-serier istället medan Sveriges Television och Yle fortsatte samarbetet i ytterligare fem säsonger. I det senare fortsatte upplägget med att panelen utgjordes av fem personer, med skillnaden att det nu var fyra svenska kändisar samt Thomas Lundin från Finland. Inför Eurovision 2013 återgick Sveriges Television att producera en egen serie vilket även gällde Yle. Sveriges Television fortsatte sedan att producera en Inför-serie per år, åtminstone fram till 2016. Efter det har programmet, med undantag för året 2020, lagts på is.

### Övrigt
2007 medverkade Eirikur Hauksson i juryn, men han representerade också Island i Eurovisionen. När hans eget bidrag skulle poängsättas överlät han sin poängsättningsuppgift till programledaren Christer Björkman, som för övrigt gav Island en fyra. Alla de övriga i juryn gav en femma.

## Säsongerna
Här anges bara personer som varit med sedan år 2002, eftersom det var då som programmet fick ett panelupplägg med fler personer involverade. Uppgifterna är hämtade från Svensk mediedatabas.

### 1983–2001: endast uppvisning av låtar utan en panel som betygsätter
| Sändningsår | Sändningsdatum                                                                         | Programledare                                                                          | Kommentar |
| ----------- | -------------------------------------------------------------------------------------- | -------------------------------------------------------------------------------------- | --- |
| 1983        | 13 april                                                                               | Uppgifter saknas                                                                       | Sändes i en 30-minuterssändning i Kanal 1 (SVT 1).                                                           |
| 1984        | 24 april                                                                               | Uppgifter saknas                                                                       | Sändes i en 45-minuterssändning i Kanal 1 (SVT 1).                                                           |
| 1985        | 22 april                                                                               | Uppgifter saknas                                                                       | Sändes i en 35-minuterssändning i Kanal 1 (SVT 1).                                                           |
| 1986        | 20 och 24 april                                                                        | Uppgifter saknas                                                                       | Delades upp i varsin 40- respektive 30-minuterssändningar i Kanal 1 (SVT 1).                                 |
| 1987        | 26 april och 2 maj                                                                     | Uppgifter saknas                                                                       | Delades upp i två 30-minuterssändningar i Kanal 1 (SVT 1).                                                   |
| 1988        | 19, 22 och 23 april                                                                    | Uppgifter saknas                                                                       | Delades upp i tre sändningar i TV2 (SVT 2).                                                                  |
| 1989        | 24, 28 och 30 april                                                                    | Jacob Dahlin                                                                           | Delades upp i tre sändningar i TV1 (SVT 1).                                                                  |
| 1990        | 26 och 29 april                                                                        | Uppgifter saknas                                                                       | Delades upp i två sändningar i TV2 (SVT 2).                                                                  |
| 1991        | 29 april och 5 maj                                                                     | Uppgifter saknas                                                                       | Delades upp i två sändningar i TV2 (SVT 2).                                                                  |
| 1992        | 30 april och 3 maj                                                                     | Lydia Capolicchio och Harald Treutiger                                                 | Delades upp i två sändningar i TV2 (SVT 2). Programledarna var även programledare för Eurovisionen samma år. |
| 1993        | 6 och 7 maj                                                                            | Jan Jingryd                                                                            | Delades upp i två sändningar i TV2 (SVT 2).                                                                  |
| 1994        | Inga inför-program presenterades det här året (även om Sverige deltog i Eurovisionen). | Inga inför-program presenterades det här året (även om Sverige deltog i Eurovisionen). | Inga inför-program presenterades det här året (även om Sverige deltog i Eurovisionen).                       |
| 1995        | 28 april samt 2 och 3 maj                                                              | Pernilla Månsson                                                                       | Delades upp i tre sändningar i TV2 (SVT 2).                                                                  |
| 1996        | 6 och 11 maj                                                                           | Pontus Gårdinger                                                                       | Delades upp i två sändningar i SVT 1.                                                                        |
| 1997        | 19 och 26 april                                                                        | Uppgift saknas                                                                         | Delades upp i två sändningar i SVT 2.                                                                        |
| 1998        | 20 och 27 april samt 4 maj                                                             | Jostein Pedersen                                                                       | Samproduktion med norska NRK. I Sverige visades programmen i tre delar i SVT 1.                              |
| 1999        | 16 och 23 maj                                                                          | Kristin Kaspersen och Ulf Larsson                                                      | I programmet Söndagsöppet presenterades alla tävlingsbidrag uppdelat vid två sändningstillfällen i SVT1.     |
| 2000        | 30 april och 7 maj                                                                     | Kristin Kaspersen och Per Sinding-Larsen                                               | Delades upp i två sändningar i SVT 1.                                                                        |
| 2001        | 29 april och 6 maj                                                                     | Henrik Olsson                                                                          | Delades upp i två sändningar i SVT 1.                                                                        |

### 2002–2003
Inför 2002 års tävling valde Sveriges Television att ändra formen på programmet från att bara presentera låtarna till att även låta en panel bedöma dem. Per Sinding-Larsen var programledare både 2002 (där programmen sändes i tre delar mellan 29 april och 13 maj) och 2003 (även den i tre delar som sändes mellan den 5 och 19 maj). I inför-programmen 2002 var det Fredrik Lindström, Bert Karlsson och Pernilla Wahlgren som fick tycka till medan säsongen 2003 hade Lena Philipsson, Annika Lantz och Per Bjurman samma roller.

### 2004–2007
Säsongerna som spelades in mellan 2004 och 2007 gjordes i samproduktion mellan Sveriges Television i Sverige, NRK i Norge, DR i Danmark, RÚV på Island och Yle i Finland. Varje land hade varsin representant som både fick kommentera och betygsätta låtarna. Programmen spelades in i en TV-studio i Sverige med en SVT-profil som programledare. Tabellen nedan redovisar hur paneluppställningen såg ut i varje upplaga.
| Sändningsår | Sändnings- datum | Antal delar | Programledare     | Panel              | Panel         | Panel            | Panel            | Panel            |
| Sändningsår | Sändnings- datum | Antal delar | Programledare     | Sverige            | Finland       | Norge            | Island           | Danmark          |
| ----------- | ---------------- | ----------- | ----------------- | ------------------ | ------------- | ---------------- | ---------------- | ---------------- |
| 2004        | 23 april–14 maj  | 4           | Ola Lindholm      | Lotta Bromé        | Thomas Lundin | Jostein Pedersen | Eirikur Hauksson | Jørgen de Mylius |
| 2005        | 24 april–15 maj  | 4           | Annika Jankell    | Charlotte Perrelli | Thomas Lundin | Jostein Pedersen | Eirikur Hauksson | Keld Heick       |
| 2006        | 25 april–16 maj  | 4           | Christer Björkman | Nanne Grönvall     | Thomas Lundin | Jostein Pedersen | Eirikur Hauksson | Mads Vangsø      |
| 2007        | 13 april–7 maj   | 4           | Christer Björkman | Charlotte Perrelli | Thomas Lundin | Per Sundnes      | Eirikur Hauksson | Adam Duvå Hall   |

### 2008–2012
Från och med 2008 till och med 2012 producerade Sveriges Television och Yle utan NRK, DR och RÚV. Likt tidigare spelades avsnitten in i en SVT-studio med Christer Björkman som programledare i samtliga dessa säsonger. Istället för en panel med en person från olika länder utgjordes varje säsong av fyra svenska kändisar samt Thomas Lundin från Finland.
| Sändningsår | Sändnings- datum | Antal delar | Programledare     | Panel                                                                                     |
| ----------- | ---------------- | ----------- | ----------------- | ----------------------------------------------------------------------------------------- |
| 2008        | 27 april–18 maj  | 4           | Christer Björkman | - Lena Philipsson - Shirley Clamp - Thomas Järvheden - Babben Larsson - Thomas Lundin     |
| 2009        | 20 april–11 maj  | 4           | Christer Björkman | - Charlotte Perrelli - Petra Nielsen - Marie Serneholt - Christer Lindarw - Thomas Lundin |
| 2010        | 27 april–18 maj  | 4           | Christer Björkman | - Kayo Shekoni - Rennie Mirro - Marie Serneholt - Lena Philipsson - Thomas Lundin         |
| 2011        | 19 april–10 maj  | 4           | Christer Björkman | - Andreas Johnson - Christine Meltzer - Lotta Engberg - Sarah Dawn Finer - Thomas Lundin  |
| 2012        | 16 april–7 maj   | 4           | Christer Björkman | - Gina Dirawi - Lena Philipsson - Lisette Pagler - Måns Zelmerlöw - Thomas Lundin         |

### 2013–2016 och 2020
Inför 2013 avslutade samarbetet mellan Sveriges Television och Yle då bägge parter gjorde egna Inför-serier. Sveriges Television valde att göra om sitt upplägg helt då man i säsongerna 2013 och 2014 fortfarande hade gäster men bara en eller två per program (som byttes ut mellan varje sändning) som fick kommentera men inte sätta betyg. Därefter hade man två säsonger där en fast panel genom en hel inför-serie återinfördes som poängsatte låtarna, dock att även programledaren och bisittaren fick kommentera och sätta poäng.
Efter 2016 lades Inför Eurovision ned på obestämd framtid, dock med ett undantag år 2020 då den tillfälligt gjorde comeback till följd av att Coronaviruspandemin hade gjort att Eurovision ställts in det året och en alternativ upplaga för Sveriges Television skulle arrangeras. Sändningen, för det var bara en sändning det året, utgjordes av såväl kändisar som allmänhet som bjudits in för att kommentera låtarna. Till skillnad från alla tidigare säsonger gjordes kommenteringen samtidigt som låtarna spelades upp i programmet, något Sveriges Television fick kritik för. Det gick dock att lyssna på alla låtar i efterhand utan kommentering.
I flera Eurovisioner där Inför-programserien inte producerats har programmet Studio Eurovision ersatt vissa gånger.
| Sändningsår | Sändnings- datum | Antal delar | Programledare                          | Gäster/panel |
| ----------- | ---------------- | ----------- | -------------------------------------- | --- |
| 2013        | 21 april–12 maj  | 4           | Niklas Strömstedt och Malin Roos       | - Avsnitt 1: Rickard Engfors - Avsnitt 2: Shirley Clamp - Avsnitt 3: Martin Rolinski - Avsnitt 4: Robin Stjernberg                                                                                 |
| 2014        | 4 april–2 maj    | 4           | Malin Olsson och Christer Björkman     | - Avsnitt 1: Kitty Jutbring och Rennie Mirro - Avsnitt 2: Linda Bengtzing och Dennis Bröchner - Avsnitt 3: Charlotte Perrelli och Christer Lindarw - Avsnitt 4: Lina Hedlund och Henrik Torehammar |
| 2015        | 21 april–12 maj  | 4           | Sarah Dawn Finer och Christer Björkman | - Kristin Amparo - Tess Merkel - Eric Saade |
| 2016        | 26 april–6 maj   | 4           | Christer Björkman                      | - Oscar Zia - Njol Badjie - Helena Paparizou - Wiktoria Johansson |
| 2020        | 9 maj            | 1           | David Sundin och Christer Björkman     | Flera kändistyckare |

## Andra Inför Eurovision-program

### Eurovision Countdown
Inför Eurovisionerna åren 2008, 2009 och 2010 gjorde EBU i samarbete med respektive värdland ett eget "Inför Eurovision Song Contest" som sedan sändes i många av de TV-kanaler som deltog i tävlingen men även på YouTube. Programmens upplägg var både att visa hur arrangörslandet förberedde sig inför tävlingen samt presentera smygklipp från respektive tävlingsbidrag. Jovan Radomir var programledare i upplagan som producerades i Serbien 2008 och året därpå delade han programledaruppdraget tillsammans med Yana Churikova. Vid den tredje säsongen var det istället Ian Wright som var programledare. Efter 2010 har inga fler säsonger producerats av Eurovision Countdown.

### Danmark, Finland, Island och Norge
När Inför-samarbetet mellan de nordiska public service-bolagen SVT, DR, YLE, NRK och RÚV upphörde 2008 har flera av dessa länder valt att producera egna Inför-program. Finland använde sig länge av programmet De Eurovisa som sedan ersattes av Viisukupla - Eurovisionsbubblan, medan Island länge har använt sig av programmet Alla leið. NRK i Norge har varit mest konsekventa med att göra egna program som alltid går under namnet Adresse följt av den värdstad (eller arena) som Eurovision ska hållas i. NRK har producerat och sänt Adresse-serien varje år sedan 1971, med undantag för 1980.